# Hendrik van Spiers

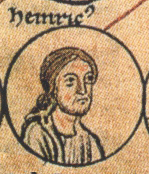

Hendrik van Spiers (ca. 970 – 28 maart 989/1000) was de oudste zoon van Otto I van Karinthië en van  Judith, mogelijk een dochter van graaf Hendrik van Beieren, en dus kleindochter van Arnulf I van Beieren. Hendrik was rond 985 gehuwd met Adelheid van Metz (ca. 975 - 19 mei 1039/1046). Hendrik was graaf van de Wormsgau, stierf als een jonge man en werd begraven in de dom van Worms. Hendrik was de vader van:
- Koenraad II (990-1039).
- Judith (ovl. voor 1034, mogelijk in 998), begraven in de dom van Worms

Adelheid hertrouwde met graaf Herman van de Brettachgau. In 1037 stichtte ze het kapittel van Öhringen, waar ze ook werd begraven. Met haar tweede man kreeg ze de volgende kinderen:
- Gebhard (ovl. 1060), in 1028 tot priester gewijd, 1036 bisschop van Regensburg
- mogelijk Rothilde, genoemd als (half)zuster van Koenraad, grootmoeder van de monnik Hugo uit Verdun die de Chronicon Hugonis schreef
- mogelijk nog een zoon of dochter, ouder van de geestelijke Lietard in Verdun

Adelheid was een dochter van:
- Richard van Metz (ca. 950 - 986), voogd van de abdij van Remiremont, zoon van
- Gerard II van Metz (ca. 915 - na 963), zoon van
- Godfried, paltsgraaf van Lotharingen, en Ermentrudis

## Voorouders
| Voorouders van Hendrik van Spiers (970-989/1000) | Voorouders van Hendrik van Spiers (970-989/1000)                   | Voorouders van Hendrik van Spiers (970-989/1000)                   | Voorouders van Hendrik van Spiers (970-989/1000)                   | Voorouders van Hendrik van Spiers (970-989/1000)                   | Voorouders van Hendrik van Spiers (970-989/1000)                          | Voorouders van Hendrik van Spiers (970-989/1000)                          | Voorouders van Hendrik van Spiers (970-989/1000)                          | Voorouders van Hendrik van Spiers (970-989/1000)                          |
| ------------------------------------------------ | ------------------------------------------------------------------ | ------------------------------------------------------------------ | ------------------------------------------------------------------ | ------------------------------------------------------------------ | ------------------------------------------------------------------------- | ------------------------------------------------------------------------- | ------------------------------------------------------------------------- | ------------------------------------------------------------------------- |
| Overgrootouders                                  | Werner V van Worms- en Speyergouw (-) ∞ ? (-)                      | Werner V van Worms- en Speyergouw (-) ∞ ? (-)                      | Keizer Otto I de Grote (912-973) ∞ Editha van Wessex (910-946)     | Keizer Otto I de Grote (912-973) ∞ Editha van Wessex (910-946)     | Luitpold van Karinthië (855-907) ∞ Cunigonde van Zwaben (-)               | Luitpold van Karinthië (855-907) ∞ Cunigonde van Zwaben (-)               | Eberhard van de Sülichgau (-) ∞ Gisela van Verona (-)                     | Eberhard van de Sülichgau (-) ∞ Gisela van Verona (-)                     |
| Grootouders                                      | Koenraad de Rode (922-955) ∞ 909 Liutgard van Saksen (931-953)     | Koenraad de Rode (922-955) ∞ 909 Liutgard van Saksen (931-953)     | Koenraad de Rode (922-955) ∞ 909 Liutgard van Saksen (931-953)     | Koenraad de Rode (922-955) ∞ 909 Liutgard van Saksen (931-953)     | Arnulf I van Beieren (880-937) ∞ ca. 890 Judith van Sülichgau (ca. 870-?) | Arnulf I van Beieren (880-937) ∞ ca. 890 Judith van Sülichgau (ca. 870-?) | Arnulf I van Beieren (880-937) ∞ ca. 890 Judith van Sülichgau (ca. 870-?) | Arnulf I van Beieren (880-937) ∞ ca. 890 Judith van Sülichgau (ca. 870-?) |
| Ouders                                           | Otto I van Karinthië (948-1004) ∞ 909 Judith van Beieren (955-991) | Otto I van Karinthië (948-1004) ∞ 909 Judith van Beieren (955-991) | Otto I van Karinthië (948-1004) ∞ 909 Judith van Beieren (955-991) | Otto I van Karinthië (948-1004) ∞ 909 Judith van Beieren (955-991) | Otto I van Karinthië (948-1004) ∞ 909 Judith van Beieren (955-991)        | Otto I van Karinthië (948-1004) ∞ 909 Judith van Beieren (955-991)        | Otto I van Karinthië (948-1004) ∞ 909 Judith van Beieren (955-991)        | Otto I van Karinthië (948-1004) ∞ 909 Judith van Beieren (955-991)        |